# Fernando Zamora Machado
Fernando Zamora Machado (1 de marzo de 1970) es un deportista cubano que compitió en piragüismo en la modalidad de aguas tranquilas. Ganó tres medallas en los Juegos Panamericanos en los años 1991 y 1995.

## Palmarés internacional
| Juegos Panamericanos | Juegos Panamericanos      | Juegos Panamericanos | Juegos Panamericanos |
| Año                  | Lugar                     | Medalla              | Competición          |
| -------------------- | ------------------------- | -------------------- | -------------------- |
| 1991                 | La Habana (Cuba)          | Medalla de oro       | C2 500 m             |
| 1991                 | La Habana (Cuba)          | Medalla de oro       | C2 1000 m            |
| 1995                 | Mar del Plata (Argentina) | Medalla de bronce    | C2 500 m             |